# معلومات البيع بالتجزئة
إن تقنية معلومات البيع بالتجزئة® هي مجموعة من الأدوات والتطبيقات التي تركز على إنشاء وإدارة المعرفة من خلال إعادة جمع ومعالجة وتفاعل وتحليل  المعلومات الناشئة عن جميع العمليات التي يقوم بها بائع التجزئة.
يمكن أن تقوم تطبيقات تقنية معلومات البيع بالتجزئة®، في الوقت الفعلي وبشكل تفاعلي، بربط المتغيرات الداخلية (المدى والمكان والتسعير وعمليات الترويج وطاقم العمل والمبيعات) بـالمتغيرات الخارجية (منطقة التأثير والمزيج التجاري)، بالإضافة إلى المعايير المختلفة لسلوك المتسوق، مثل تدفق المشاة ومقدار وطول الإقامة والإشغال والنقاط الحيوية...إلخ.
وتوفر هذه التطبيقات للمستخدم فهمًا أكبر للوظيفة الحالية لنقاط البيع وسلوك المشتري (المتسوق) من أجل توقع الأحداث المستقبلية بهدف تحسين الموقع التنافسي لمجموعة المتاجر وزيادة الربحية والكفاءة التجارية وخدمة العملاء وتحديد فرص العمل الجديدة.

## التشغيل
تجمع تقنية معلومات البيع بالتجزئة® بين الأجهزة التكنولوجية (أجهزة قارئ حركة المرور وعدادات الأفراد وأجهزة استشعار الحركة) بالإضافة إلى البرمجيات الإدارية المستخدمة في أدوات الدخول للبيانات وإعداد وتقديم التقارير والتحليل والرؤى التنبيهات للمستخدم.

## الأدوات
يمكن أن تجد الأدوات والأجهزة التالية:
قارئ حركة المرور الخارجية: وهو جهاز استشعار يسمح بعد المارة في الخارج.
عداد حركة المارة بالداخل والخارج: هو جهاز استشعار يقوم بعد حركة المارة في الداخل والخارج عند نقاط المبيعات مما يسمح بفصل المدخلات عن المخرجات وكذلك قياس مدة الإقامة.
أجهزة استشعار الحركة: هي أجهزة استشعار تتيح معرفة سلوك تدفق العملاء وتمييز المناطق الحيوية عن الأقل زيارة لكل نقطة مبيعات.
ويتم الدخول لهذه البيانات بشكل تفاعلي عن طريق الشبكة الداخلية ومن خلال مستويات الدخول، وتقديم التقارير والتحليل والرؤى والتنبيهات للمستخدم.